# Roberto Bussinello
Roberto Bussinello (n. 4 octombrie 1927 - d. 24 august 1999) a fost un pilot italian de Formula 1 care a evoluat în Campionatul Mondial în 1961 și 1965.